# Руоколахти

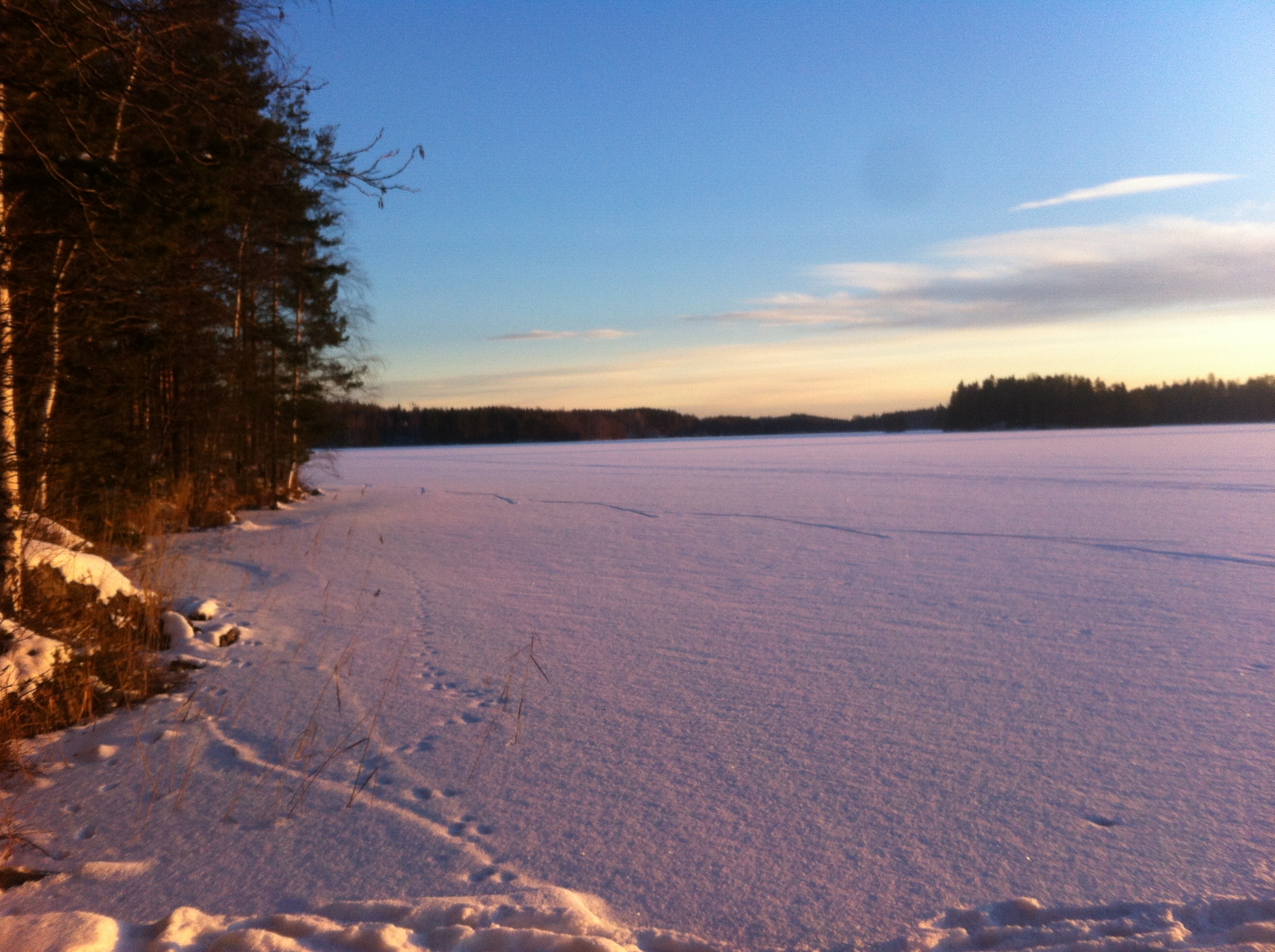
Илмаярви

Руоколахти (фин. Ruokolahti; швед. Ruokolax) — община на юго-востоке Финляндии, в провинции Южная Карелия. Население общины составляет 5587 человек (по данным на 31 января 2012 года), однако в летний сезон число обитателей этих мест значительно возрастает за счёт поселяющихся в коттеджах. Площадь — 1219,9 км², из которых 23 % занято водными объектами. Плотность населения — около 6 чел/км². Официальный язык — финский, является родным для 98,8 % населения. Для 0,1 % населения родным является шведский; для 1,1 % — другие языки.
Община известна красотой местной природы, на западе расположено озеро Сайма; в восточной части — несколько мелких озёр; природная достопримечательность — Куммакиви. Расстояние от общины до Хельсинки составляет 276 км, до Йоэнсуу — 187 км, до Иматра — 17 км.

## Галерея

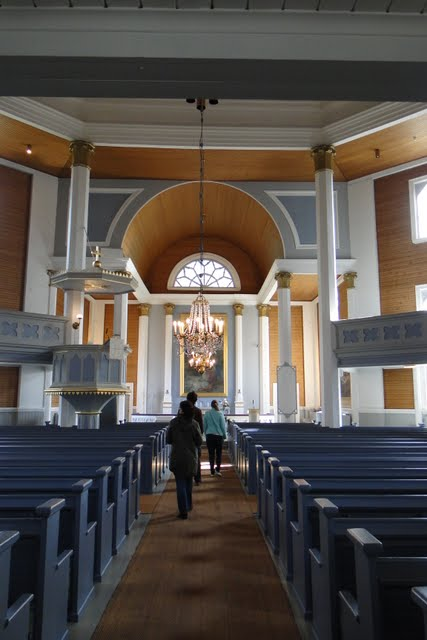
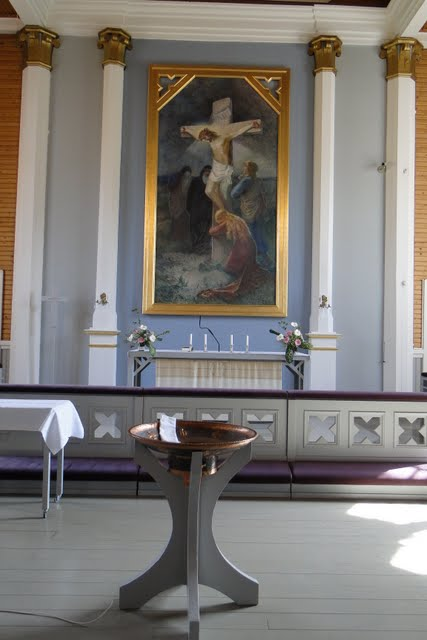
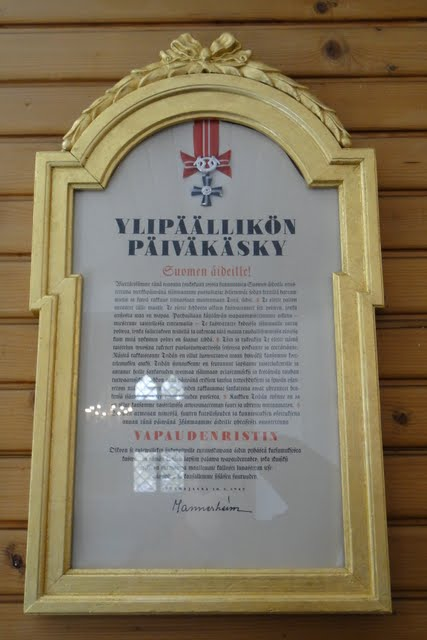
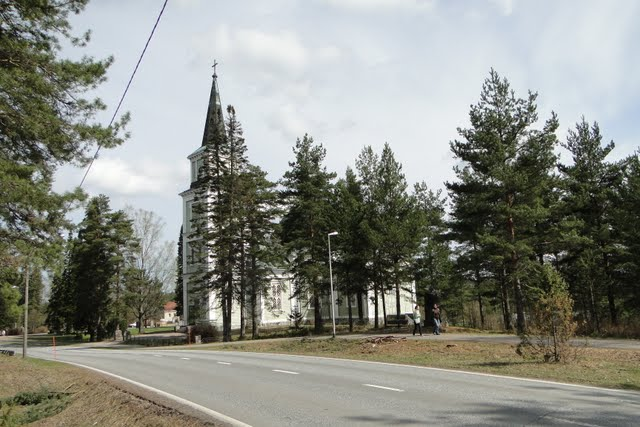
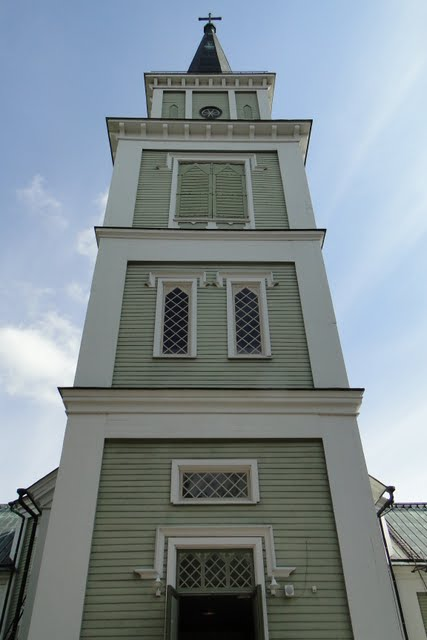